# Schamyl Bauman
Pour les articles homonymes, voir Bauman.
Schamyl Bauman, né le 4 décembre 1893 à Vimmerby et mort le 28 février 1966, est un réalisateur suédois de cinéma.

## Filmographie partielle
- 1933 : Secret Svensson
- 1934 : The Women Around Larsson
- 1939 : Hennes lilla majestät
- 1940 : Swing it, magistern!
- 1941 : Magistrarna på sommarlov
- 1944 : Prins Gustaf
- 1944 : Flickorna i Småland (The Girls in Smaland)
- 1950 : Min syster och jag (My Sister and I)
- 1955 : Älskling på vågen

## Récompenses et distinctions
Schamyl Bauman a été récompensé au Festival de Venise.